# Jen Psaki

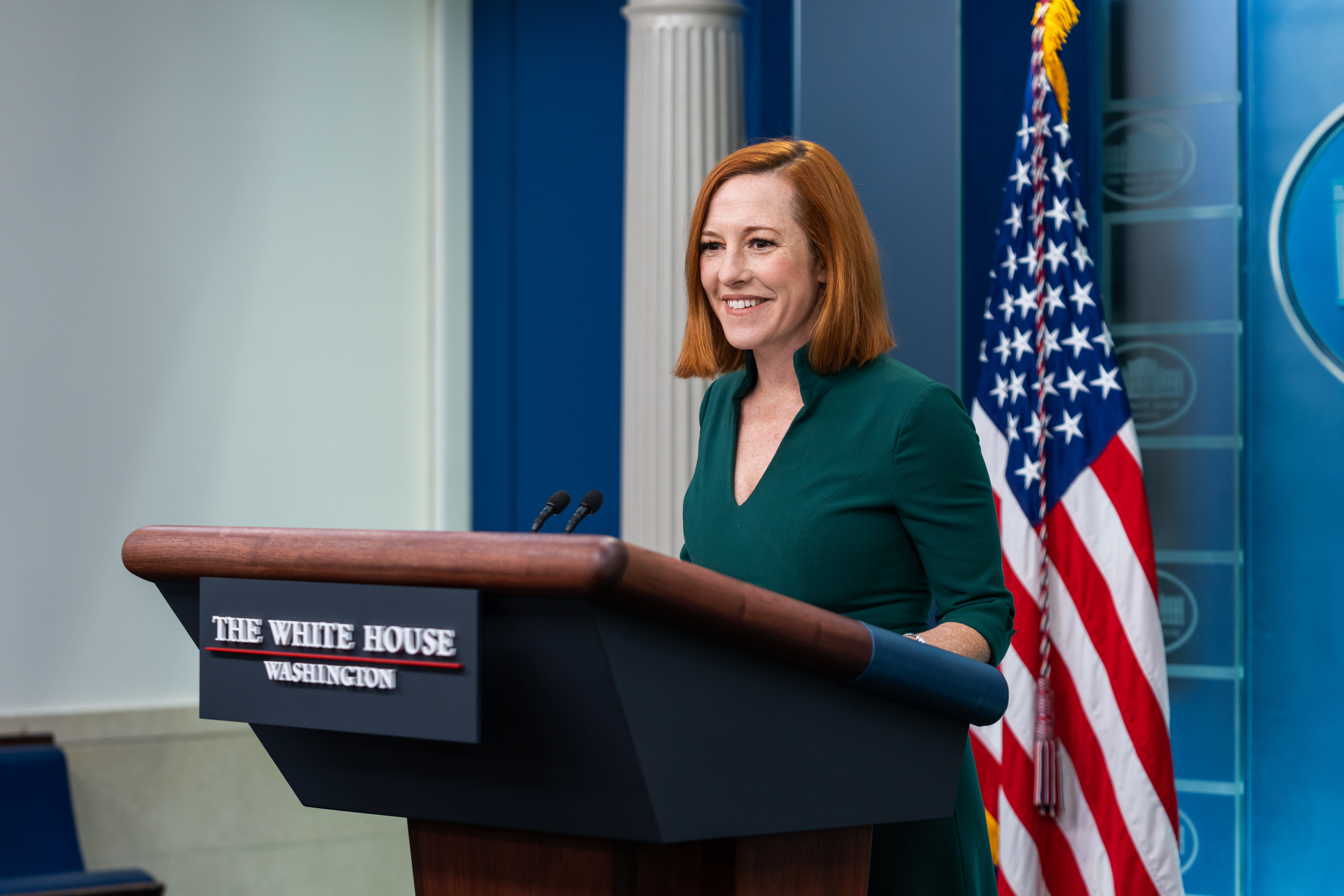
Jennifer Psaki (2022)

Jennifer Rene „Jen“ Psaki (* 1. Dezember 1978 in Stamford, Connecticut) ist eine US-amerikanische Politikberaterin. Bis zum 13. Mai 2022 war sie die Pressesprecherin des Weißen Hauses unter der Biden-Regierung.

## Karriere
Psaki erhielt im Jahr 2000 einen Abschluss am College of William & Mary in Anglistik und Soziologie. Anschließend begann sie im Jahr 2001 ihre Karriere mit dem Wahlkampf für den Demokraten Tom Harkin für den US-Senat und für Tom Vilsack zum Gouverneur des Bundesstaates Iowa. 2004 wurde sie stellvertretende Pressesprecherin für die Präsidentschaftskampagne von John Kerry. Von 2005 bis 2006 war sie Kommunikationsdirektorin des US-Politikers Joe Crowley und Pressesprecherin des Democratic Congressional Campaign Committee (deutsch: Demokratisches Kongresskampagnen-Komitee).
Psaki unterstützte Barack Obamas Kampagne zur Präsidentschaftswahl 2008 und wurde seine Reisepressesprecherin während seines Wahlkampfs. Nach Obamas Wahlsieg folgte sie ihm unter seiner Regierung als stellvertretende Pressesprecherin ins Weiße Haus. Im Dezember 2009 wurde sie zur stellvertretenden Kommunikationsdirektorin befördert. Am 22. September 2011 trat sie von dieser Position zurück, um bei dem PR- und Forschungsunternehmen Global Strategy Group einen Posten als Senior-Vizepräsidentin und Geschäftsführerin zu übernehmen. 2012 kehrte sie als Pressesprecherin zur Wiederwahlkampagne von Obama zurück. Von 2013 bis 2015 war sie Pressesprecherin im Außenministerium der Vereinigten Staaten. Am 1. April 2015 kehrte sie bis zum Ende von Obamas Präsidentschaft am 20. Januar 2017 als Kommunikationsdirektorin ins Weiße Haus zurück. Ihre Amtszeit endete mit dem Amtsantritt des US-Präsidenten Donald Trump, der Sean Spicer als Psakis Nachfolger berief.
Ab Februar 2017 arbeitete Jen Psaki als politische Kommentatorin (contributor) für CNN.
Ende November 2020 (kurz nach der Präsidentschaftswahl) wurde Psaki von Joe Biden als Sprecherin des Weißen Hauses designiert und trat ihr Amt am 20. Januar 2021 an. Am 13. Mai 2022 legte sie ihr Amt nieder und wechselte zum Fernsehsender MSNBC. Psakis Nachfolgerin als Chef-Pressesprecherin des Weißen Hauses wurde als erste schwarze Person in diesem Amt Karine Jean-Pierre.

## Privatleben
Psaki ist griechischer, irischer und polnischer Abstammung. 1996 machte sie ihren Highschool-Abschluss. Sie ist Mitglied der Studentenvereinigung Chi Omega. Am College war sie zwei Jahre lang Mitglied des Schwimmteams.
2010 heiratete sie Gregory Mecher, damals Stabschef des Kongressabgeordneten Steve Driehaus, dann stellvertretender Finanzchef des Democratic Congressional Campaign Committee (DCCC). Sie haben zwei gemeinsame Kinder.